# Zdenka Kovačiček (album iz 1999.)
Zdenka Kovačiček (album iz 1999.) šesti je studijski album hrvatske jazz i rock glazbenice Zdenke Kovačiček, kojeg 1999. godine objavljuje diskografska kuća Croatia Records.
Autor glazbe na albumu je Marko Tomasović, a kao velika uspješnica izdvaja se skladba "Ja sam žena (za sva vremena)".

## Popis pjesama
1. "Čekam te"
2. "Gdje ljubav putuje"
3. "Kao nada"
4. "Ako me trebaš"
5. "Jednom za kraj"
6. "Ja želim biti voljena"
7. "Ja sam žena"
8. "Skrivena u samoći"
9. "Nisam ti bila jedna"
10. "Kad zatvoriš oči"